# Jean Wendling
Jean Wendling (født 29. april 1934 i Bischheim, Frankrig) er en tidligere fransk fodboldspiller, der spillede som forsvarer. Han var på klubplan tilknyttet RC Strasbourg, Toulouse FC, Stade Reims og Vauban Strasbourg, og spillede desuden 26 kampe for det franske landshold. Han var med på det franske hold til EM i 1960.